# Tableau économique

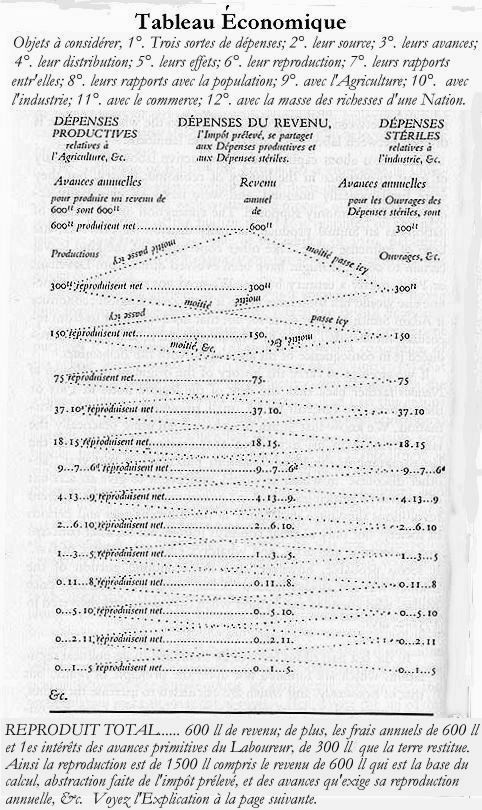
Tableau Économique von Francois Quesnay

Das Tableau économique (deutsch ökonomische Tabelle; vollständig: Analyse du Tableau économique, deutsch Analyse der ökonomischen Tabelle) ist ein vom Physiokraten François Quesnay verfasster Aufsatz, der sich erstmals in der Volkswirtschaftslehre mit der Darstellung des Wirtschaftskreislaufs auseinandersetzte.

## Allgemeines
Quesnay befasste sich hierin mit der Agrarproduktion, die in seinem Kreislaufmodell mit den Prämissen eines freien Handels, freier Preisbildung, einem kapitalistischen Pachtsystem und dem Güterstrom bzw. Geldstrom zwischen drei Klassen ablief. Quesnay übergab das Tableau économique im Dezember 1758 seinem König Ludwig XV., dessen Leibarzt er war, in Schloss Versailles. Quesnay überreichte es zusammen mit den „Maximes générales du Gouvernement économique d’un royaume agricole et notes sur ces Maximes“ (deutsch Grundsätze der Wirtschaftspolitik für ein Agrarkönigreich und Anmerkungen zu diesen Grundsätzen). Seine Grundannahme war der Agrarstaat, in welchem die Herstellung von Agrarprodukten den Wirtschaftsprozess beherrschte.

## Inhalt
Der Arzt Quesnay adaptierte sein Modell eines Wirtschaftskreislaufs vom Blutkreislauf. Am Wirtschaftskreislauf nahmen Quesnay zufolge drei Klassen als Wirtschaftssubjekte teil, nämlich die Landwirte und Bodenpächter als produktive Klasse (französisch classe productive), die unproduktive „sterile“ Klasse (französisch classe stérile) forme die Agrarprodukte der produktiven lediglich um (Handel, Handwerk und Gewerbe), während zwischen beiden Klassen die Grundbesitzer (französisch classe des propriétaires) stehen. Allein von der Landwirtschaft als Sektor der Urproduktion gehe die Agrarproduktion aus, auf der die Wertschöpfung aufbaue. Ein Teil der Agrarprodukte wird von den Bauern durch Selbstversorgung verbraucht (Saatgut für Pflanzen, Futtermittel für Nutztiere oder Nahrungsmittel für den Privathaushalt), der große Rest gehe an die sterile Klasse zwecks Weiterverarbeitung und Handel und an die Grundbesitzer für Pachtzahlungen. Die sterile Klasse erwirbt von der erzielten Handelsspanne (der Differenz der Verkaufspreise aus dem Handel und den Kaufpreisen der Vorleistungsgüter) Agrarprodukte für den Eigenverbrauch.
Die hieraus resultierenden Geld- und Güterströme ergaben Quesnays Wirtschaftskreislauf der Produktion, Verteilung und Verwendung, der optisch wie ein Zickzack-Muster aussah. Ludwig XV. zeigte sich interessiert, der Marquis de Mirabeau veranlasste Quesnay zu einer verständlicheren Version, die 1759 als zweite und dritte Auflage erschien.
Das Tableau économique stellt eine zirkuläre, miteinander verflochtene stationäre Wirtschaft dar und erklärt sowohl die Produktionsprozesse als auch die Verteilung und Verwendung des Reichtums.

## Rezeption

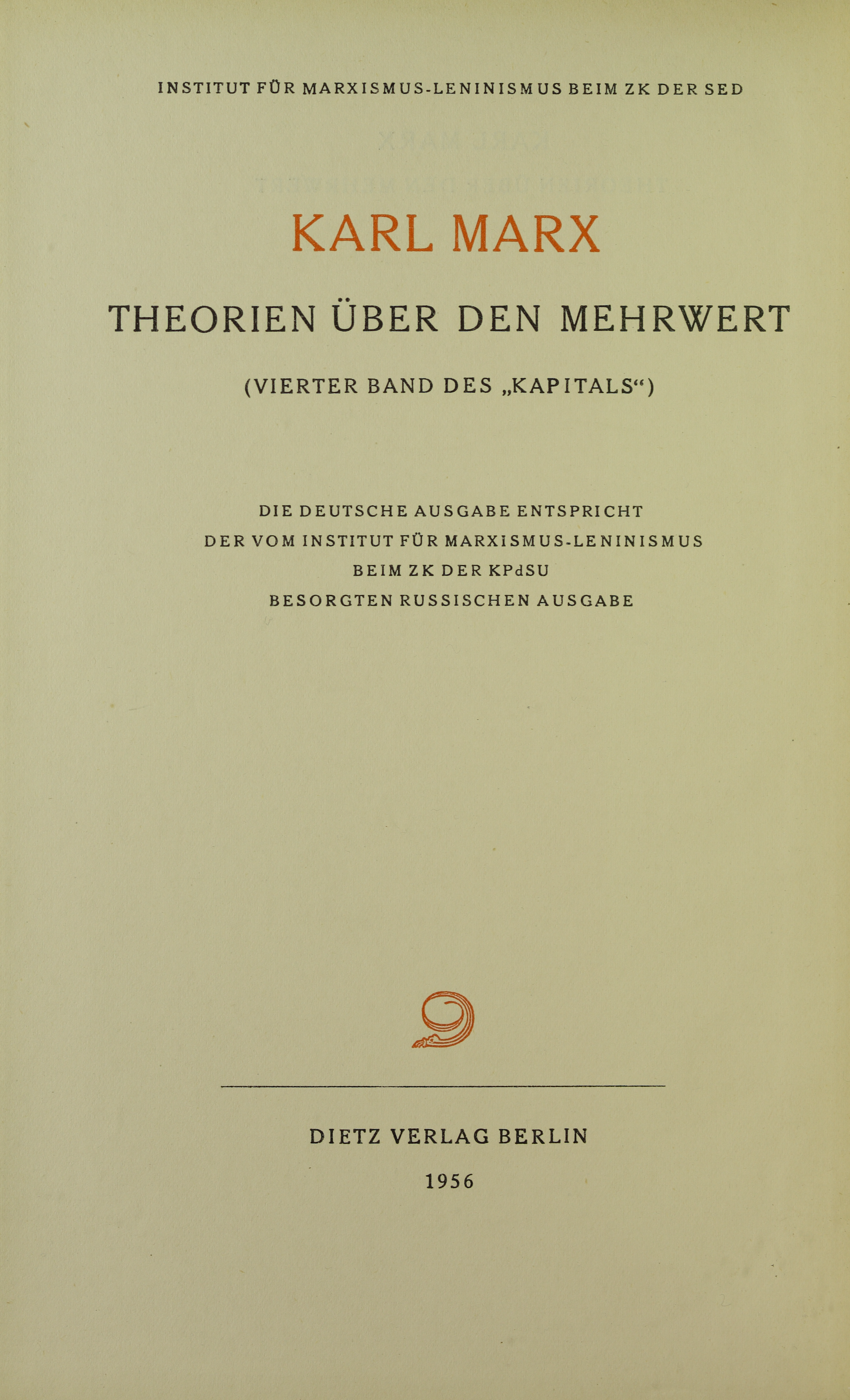
Karl Marx, Theorien über den Mehrwert, 1956

Trotz späterer Auflagen, die dem fachkundigen Leser verständlicher sein sollten, gab die Interpretation des Tableaus noch einige Rätsel auf. Karl Marx behauptete 1886 in seinem Beitrag zum Anti-Dühring, diese zufriedenstellend gelöst zu haben. Eine weitere Auseinandersetzung mit den Lehren Quesnays und der Physiokraten findet sich in Marxens Theorien über den Mehrwert. Darin lobte Marx das Tableau als „höchst genialer Einfall, unstreitig der genialste, dessen sich die politische Ökonomie bisher schuldig gemacht hat“.

„In der Tat aber, dieser Versuch, den ganzen Produktionsprozess des Kapitals als Reproduktionsprozess darzustellen, die Zirkulation bloß als die Form dieses Reproduktionsprozesses, die Geldzirkulation nur als ein Moment der Zirkulation des Kapitals, zugleich in diesen Reproduktionsprozess einzuschließen den Ursprung der Revenue [Einnahmen, d. Verf.], den Austausch zwischen Kapital und Revenue, das Verhältnis der reproduktiven Konsumtion zur definitiven, und in die Zirkulation des Kapitals die Zirkulation zwischen Konsumenten und Produzenten (in fact zwischen Kapital und Revenue) einzuschließen, endlich als Momente dieses Reproduktionsprozesses die Zirkulation zwischen den zwei großen Teilungen der produktiven Arbeit — Rohproduktion und Manufaktur — darzustellen, und alles dies in einem Tableau, das in fact immer nur aus 5 Linien besteht, die 6 Ausgangspunkte oder Rückkehrpunkte verbinden — im zweiten Drittel des 18ten Jahrhunderts, der Kindheitsperiode der politischen Ökonomie — war ein höchst genialer Einfall, unstreitig der genialste, dessen sich die politische Ökonomie bisher schuldig gemacht hat.“

Joseph Schumpeter nahm 1961 zur Vorstellung eines stationären Wirtschaftskreislaufs Stellung:

„Als stillschweigende Voraussetzung und in rudimentärer Form ist es dem Denken wirklich aller Wirtschaftswissenschaftler aller Schulen und Zeiten gegenwärtig gewesen, wenn sich auch die meisten dieser Tatsache nicht bewusst waren. Einige waren ihm gegenüber sofort feindlich eingestellt, sobald es streng definiert und in der ganzen Dürre seiner Abstraktion herausgestellt wurde. Das wurde von den Physiokraten versucht und von Léon Walras endgültig erreicht. Das Gebäude Marshalls beruht auf der gleichen Konzeption, was zu betonen wichtig ist angesichts der Tatsache, dass Marshall sie nicht schätzte und sie auch praktisch aus seiner Darstellung verschwinden ließ.“

Als bedeutender Unterstützer dieser Kreislaufbetrachtung kann insbesondere Wassily Leontief mit seiner 1936 veröffentlichten Input-Output-Analyse angesehen werden. Allen Oakley bemerkte hingegen 1990, dass Schumpeter selbst mit seiner eigenen Theorie der wirtschaftlichen Entwicklung das Marxsche Reproduktionsschema sowie dessen Weiterentwicklung durch Rudolf Hilferding und Otto Bauer genauso wie die durch Adolph Lowe und Fritz Burchardt ignoriert habe, was zur Einseitigkeit der dynamischen Analyse Schumpeters geführt habe. Im Januar 2008 behaupteten zwei niederländische Ökonomen, das Rätsel um das Tableau gelöst zu haben.

## Bedeutung
Obwohl sein Analysegegenstand – die feudale Agrarwirtschaft – längst der Vergangenheit angehört, hat das Tableau Économique bis heute kaum an Erkenntniswert eingebüßt. Zu François Quesnays bahnbrechenden Leistungen zählen die Strukturierung der Gesellschaft in ökonomisch-funktionale Klassen, die Analyse der Wirtschaft mittels eines potentiell quantifizierbaren formalen Modells und die positiv-rationale Begründung wirtschaftspolitischer Handlungsnormen auf der Grundlage deduktiv gewonnener Einsichten. Es bildet die heutige Grundlage der Volkswirtschaftlichen Gesamtrechnung und Ökonometrie.

## Werkausgaben
- François Quesnay: Tableau économique, et maximes générales du governement économiques. Versailles 1758
- François Quesnay: Analyse du Tableau économique, Journal de l'agriculture, commerce, arts et finances. 1766
- François Quesnay: Tableau économique. (3. Ausg., 1759). Hrsg., eingel. u. übers. von Marguerite Kuczynski. Berlin : Akademie-Verl. 1965
- Wassily Leontief: Quesnays "Tableau économique" und die Einsatz-Ausstoss-Analyse. Frankfurt/Main Düsseldorf : Verl. Wirtschaft u. Finanzen. ISBN 3-87881-021-0